# La Maison à vapeur
La Maison à vapeur est un roman historique et d'aventures de Jules Verne, paru en 1880.

## Historique
L'œuvre est publiée en feuilleton dans le Magasin d'éducation et de récréation du 1er décembre 1879 au 15 décembre 1880 et en librairie dès le 15 novembre 1880 chez Hetzel.
Jules Verne utilise pour source l'ouvrage de Louis Rousselet, dont il reprend des passages entiers, L'Inde des Rajahs, publié dans la revue Le Tour du monde du 1er semestre 1872 au 1er semestre 1874 avant d'être édité en volume chez Hachette en 1875.
Nana Sahib et son frère Bala Rao Sahib sont des personnages historiques. Tous les deux sont disparus en 1862 après la révolte des cipayes. Jules Verne, dans son roman, après les faits historiques réels qui servent de base au récit, leur imagine une continuité non officielle et appuie son intrigue sur la dualité entre le colonel Munro, dont la femme serait morte lors de massacre, et Nana Sahib, les deux hommes souhaitant assouvir leurs vengeances.

## Résumé
L'histoire se passe en Inde, peu de temps après la révolte des Cipayes, dont le souvenir est à l'origine de l'intrigue.
Le colonel en retraite Edward Munro vit à Calcutta dans le souvenir du bonheur perdu, sa jeune épouse Laurence ayant disparu lors des massacres perpétrés à Cawnpore par les troupes d'un chef indigène, implacable ennemi des Britanniques, Nana Sahib. Depuis cet épisode, on a perdu la trace de Nana Sahib, réfugié au Népal et dont la rumeur de la mort a circulé. En fait, il n'est pas mort et les autorités de Bombay ont même signalé sa présence : il travaille en fait à susciter une nouvelle révolte.
L'ami de Munro, l'ingénieur en chemins de fer Banks, lui propose de faire un voyage d'agrément dans l'Inde du nord, dans un véhicule extraordinaire qu'il a conçu et construit pour le rajah de Bhoutan et qu'il a pu racheter à bas prix après la mort du commanditaire.
Il s'agit d'un gigantesque éléphant à vapeur tirant deux wagons de tout confort et qui roule sans avoir besoin de voie ferrée. Ce train est même amphibie. Munro donne son accord et ils partent, accompagnés en particulier de leurs amis, un invité français, Maucler, et le capitaine Hod, grand chasseur de tigres. En y incluant le personnel nécessaire, ce sont dix personnes qui font route vers les contreforts himalayens.
Après une première partie de voyage sans histoires, Steam House – c'est le nom donné au surprenant attelage – arrive à Allahabad et à Cawnpore où Munro, venu visiter les lieux de l'ancienne tragédie, apprend que Nana Sahib est recherché par les autorités. Cependant, ce dernier a été averti dès leur passage à Vârânasî du voyage entrepris par Munro et ses compagnons.
Il voue à celui-ci une haine féroce depuis que son amante, la rani de Bhopal, a été tuée de la propre main de l'officier britannique. Il veut donc s'en venger et dépêche son fidèle homme de main, nommé Kalagani, en lui confiant la mission d'approcher Munro afin de lui livrer ce dernier.
Cependant, Steam House reprend sa route vers le nord et, parvenue dans une contrée favorable à la chasse au tigre, s'installe en campement pour plusieurs mois. Pendant ce séjour, ses occupants lieront connaissance avec un Hollandais négociant en fauves nommé Matthias van Guitt, qui est là pour capturer les grands fauves qu'il vendra aux zoos et aux ménageries d'Europe. Parmi le personnel de van Guitt se trouve Kalagani qui est parvenu à se faire embaucher.
Kalagani acquiert la confiance du colonel Munro après lui avoir providentiellement sauvé la vie. Par ruse, il parvient même à ce que Matthias van Guitt et son personnel se joignent au train de Munro et de ses amis lorsque celui-ci, quittant le campement, redescend vers le sud où Munro est bien décidé à retrouver et punir Nana Sahib.

## Steam-House
« Il s'agit d'un train routier tracté par une locomotive à quatre roues à vapeur en acier en forme d'éléphant dont les yeux sont des fanaux électriques. Elle peut atteindre 25 km/h et comporte des freins atmosphériques. Steam-House semble être inspiré du Rocket (1829) de George Stephenson qui atteignait 24 km/h. »
Une évocation de l'éléphant à vapeur de Jules Verne est une des attractions principales du parc à thème Les machines de l'île installé près de Nantes (ville natale de Jules Verne), à l'emplacement précédemment occupé par les chantiers navals Dubigeon. Cette re-création moderne fonctionne grâce à de nombreux vérins hydrauliques qui simulent la marche d'un quadrupède.

## Liste des personnages
- Balao Rao, frère de Nana-Sahib, de deux ans son aîné. Physiquement, il est son portrait, à tel point que, mort, on le prend pour le chef des Cipayes.
- Banks, ingénieur britannique, 45 ans. Ayant construit un train routier tiré par une locomotive en forme d'éléphant, pour le rajah de Bhoutan, à la mort de celui-ci, il le rachète à moindre prix, avec l'accord du colonel Munro.
- Black, chien du capitaine Hod.
- Dandou-Pant, connu sous le pseudonyme de Nana Sahib. 42 ans. Prince héritier de Baji-Rao, peïschwah de Pounah. Frère cadet de Balao Rao. La rani, son épouse, a été tuée par Edward Munro. Lui-même ordonna le massacre de Cawnpore, où périt Lady Munro.
- La Flamme Errante, alias Lady Laurence Munro, née Honlay. Épouse d'Edward Munro et présumée morte à Cawnpore. Devenue folle, elle erre dans les monts Sautpourra.
- Fox, anglais pur sang, brosseur du capitaine Hod, enragé chasseur comme lui.
- Goûmi, ordonnance du colonel Munro. Hindou âgé de 35 ans, Gourgkah de race.
- Capitaine Hod, 30 ans environ, appartenant au 1er escadron de l'armée royale, mais "on l'eût pris pour un officier de l'armée native, tant il s'était indianisé pendant son séjour dans la péninsule".
- Mrs. Honlay, mère de Laurence Munro.
- Miss Jackson
- Kâlagani, fidèle serviteur de Nana-Sahib, chasseur remarquable, il réussit à gagner la confiance du colonel Munro.
- Kâlouth, chauffeur de Steam-House. De cette classe d'Hindous qui supportent les chaleurs des Indes comme la chaleur de leur chaudière.
- Sergent Mac Neil, 45 ans, Écossais, ancien compagnon d'armes du colonel Munro, ayant pris sa retraite en même temps que son chef.
- Maucler, sans profession, d'origine française, ami de Banks, le narrateur.
- Colonel Edward Munro, 47 ans, appartenant à une vieille famille d'Écosse. Il compte, parmi ses ancêtres, le colonel Hector Munro, qui inventa la mort à la bouche du canon. Marié à Laurence Honlay, en 1855.
- Mistress Orr.
- Monsieur Parazard, cuisinier noir, d'origine française. Il tient son métier comme une fonction de haute importance.
- Phann, chien du capitaine Hod.
- La rani, redoutable reine, toute dévouée au nabab, tuée à Gwalior de la main d'Edward Munro.
- Storr, mécanicien d'origine anglaise, âgé de 40 ans, ouvrier habile.
- Mathias Van Guitt, 50 ans, fournisseur de ménageries, ancien professeur d'histoire naturelle au muséum de Rotterdam, accompagnant ses phrases et ses gestes comme un « vieux comédien de province ».

## Postérité

### Bande Dessinée
- 1979 : Le Monde Fantastique de Jules Verne - La Maison à Vapeur, scénario de Bertrand Solet et dessins de Alfonso Font, Pif Gadget, Hors série Pif Parade.